# Gigi Perez
Gianna Brielle Perez (Hackensack, 4 februari 2000), bekend onder haar artiestennaam Gigi Perez, is een Amerikaans singer-songwriter.
Perez ging voor het eerst viraal in 2021 op TikTok met haar nummers "Celene" en "Sometimes (Backwood)". Hierdoor kreeg ze een contract bij Interscope Records, waarbij ze in 2023 de ep How to Catch a Falling Knife uitbracht. Na het verlaten van dat label, bracht ze het nummer "Sailor Song" uit, dat een 22e plaats bereikte in de Billboard Hot 100. In Nederland piekte het nummer op plek 13 van de top 40.
- International Standard Name Identifier: 0000 0005 0699 0188
- MusicBrainz: 8ab64ebd-200e-47af-a3fc-92540e186214